# Charles Jaco
Charles Jaco (* 21. August 1950 in Poplar Bluff, Missouri) ist ein US-amerikanischer Journalist, der vor allem durch seine Berichterstattung im zweiten Golfkrieg in den Jahren 1990 und 1991 für CNN bekannt wurde.
Jaco ging 1973 an die University of Chicago und erhielt den Master 1976 von der Columbia University. Im selben Jahr begann er seine journalistische Karriere bei WXRT Radio in Chicago. Von 1979 bis 1988 arbeitete er bei NBC Network Radio, wo er drei Peabody Awards gewann.
Im Jahre 1987 wurde er von Sicherheitskräften des panamaischen Diktators Manuel Noriega schwer misshandelt. Gegen Ende 1988 ging er zu CNN wo er in den Jahren 1990 und 1991 über den Golfkrieg berichtete.
1994 ging er zu KMOX. 2003 wurde er Reporter und Nachrichtensprecher beim Fernsehsender KTVI in St. Louis und hatte dort die Sendung The Jaco Report. 2009 arbeitete er beim Radiosender KTRS 550 mit einer Sendungen gleichen Titels. Am 6. Oktober 2010 trat Jaco bei KTRS zurück.